# Pakistaanse keuken

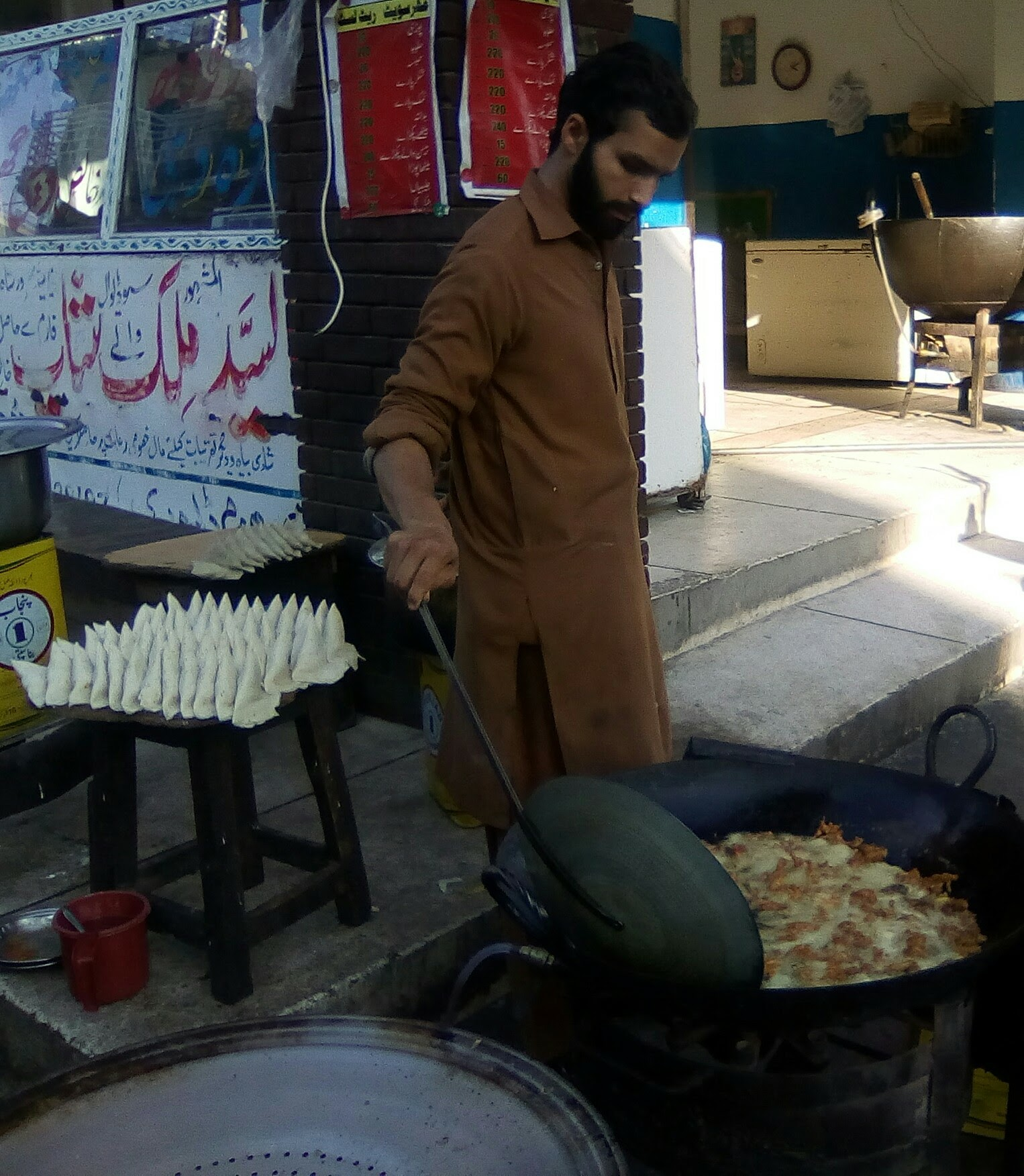
een Pakistaanse man die samosa's bakt

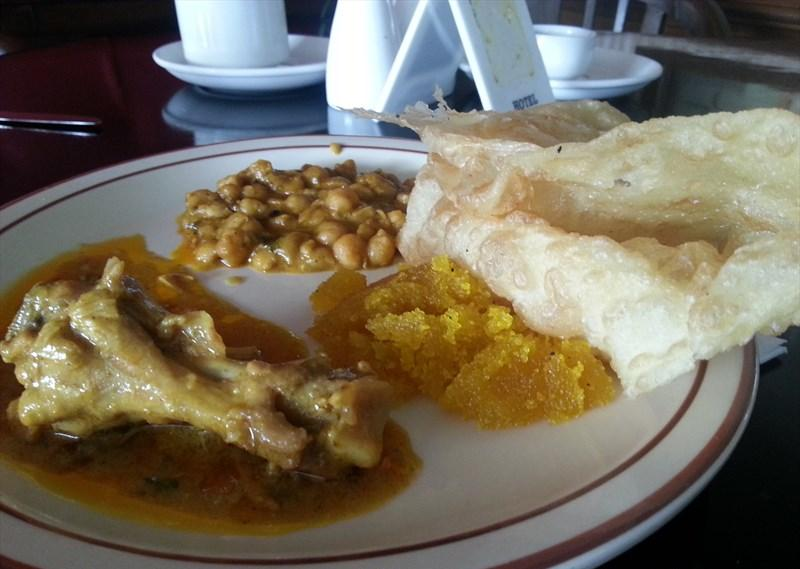
een traditioneel Pakistaans ontbijt genaamd nihari

De Pakistaanse keuken omvat het geheel van gerechten dat uit Pakistan afkomstig is. Kenmerkend voor de Pakistaanse keuken is dat de gerechten pittig gekruid zijn.
De gerechten uit de oostelijke provincies Punjab en Sindh worden gekenmerkt als "zeer gekruid" en "kruidig", wat kenmerkend is voor oosterse smaken. De gerechten uit de westelijke en noordelijke provincies Azad Jammu en Kasjmir, Balochistan, Khyber Pakhtunkhwa, Tribal Areas en de Gilgit-Baltistan worden gekenmerkt als "mild", wat kenmerkend is voor smaken uit de Centraal-Aziatische regio.
Het populairste gerecht van Pakistan is curry. De Pakistaanse keuken is meer op vlees gebaseerd.
Er zijn verschillende soorten gebak in de Pakistaanse keuken, bijvoorbeeld samosa die is gevuld met vlees en erwten en paratha, een soort gefrituurd deeg.
Pakistaanse desserts worden als zeer rijk beschouwd. De populairste desserts in Pakistan zijn Gulab Jamun, Halwa puri en Jalebi.